# Doba
Doba är en ort (by) i provinsen Veszprém i västra Ungern. Orten har 456 invånare (2024), på en yta av 21,22 km². Den ligger cirka 15 kilometer nordväst om Ajka.